# Monomorium valtinum
Monomorium valtinum är en myrart som beskrevs av Bolton 1987. Monomorium valtinum ingår i släktet Monomorium och familjen myror. Inga underarter finns listade i Catalogue of Life.